# Mycetophila tuberosa
Mycetophila tuberosa är en tvåvingeart som beskrevs av Lundstrom 1911. Mycetophila tuberosa ingår i släktet Mycetophila och familjen svampmyggor. Inga underarter finns listade i Catalogue of Life.